# Гаснер, Иоганн Густав
Иога́нн Гу́став Га́снер (нем. Johann Gustav Gassner; 17 января 1881, Берлин — 5 февраля 1955, Люнебург) — немецкий ботаник, фитопатолог.

## Биография
С 1907 по 1910 год преподавал в Сельскохозяйственном университете в Монтевидео (Уругвай) — профессор ботаники и фитопатологии. С 1911 года работал в Кильском университете.
С 1915 года — в университете Ростока.
С 1918 — профессор ботаники в Брауншвейгском техническом университете, был его ректором в 1932—1933 годах.
В 1934—1939 годах возглавляет государственную службу защиты растений и биологическую службу компании «Fahlberg-List A.G.» в Магдебурге.
В 1945 году вновь возглавил Брауншвейгский технический университет и оставался на этой должности до 1948 года.
С 1946 — президент Союза сельскохозяйственных и лесных учреждений.
Доктор философских и доктор естественных наук.
Член Немецкой академии исследователей природы «Леопольдина» и Шведской академии сельскохозяйственных наук.
Почётный доктор Гёттингенского университета.

## Основные труды
Основные труды — по фитопатологии и физиологии растений:
- болезни злаковых растений (ржавчина и головня);
- фотосинтез;
- питание растений;
- влияние минеральных удобрений на интенсивность фотосинтеза;
- влияние пониженных температур на развитие озимой ржи (яровизация) и др.

Таксоны, описанные Гаснером: Puccinia anatolica Gassner, 1944

## Печатные работы
- нем. Mikroskopische Untersuchung pflanzlicher Nahrungs- und Genussmittel, 1931